# Memórias 2
Memórias 2 é o segundo álbum ao vivo do cantor brasileiro Eli Soares, lançado em 2020 pela Universal Music.
O álbum, que também foi lançado em DVD, foi produzido pelo próprio cantor e foi gravado ao vivo no dia 3 de agosto de 2019, no Teatro Fábricas de Artes, em Belo Horizonte, cidade natal do cantor. Sob a direção musical do cantor em parceria com Marcos Roberto, e a direção de vídeo de Anselmo Troncoso.
O álbum traz sucessos da música cristã em uma nova roupagem. Também traz participações especiais, de Carlinhos Félix, Álvaro Tito, Ministério Nova Jerusalém, João Alexandre e Késia Soares, esposa do cantor.
Na gravação, o cantor contará com a sua banda: Alexandre Fininho (bateria), Junior Braguinha (baixo), Cacau Santos (guitarra), Marcus Abjaud (teclado) e Josué Lopes (sax).

## Faixas

### Faixas do CD
1. Tu És Soberano
2. Grande é o Senhor
3. Palácios (feat. Carlinhos Félix)
4. Alfa e Ômega
5. Não Há Barreiras (feat. Álvaro Tito)
6. O Espírito do Senhor
7. Tua Unção (feat. Ministério Nova Jerusalém)
8. Oferta Agradável a Ti
9. Medley (Sou Feliz/Em Fervente Oração/Tocou-me)
10. Aos Pés da Cruz
11. Todos São Iguais (feat. João Alexandre)
12. Corpo e Família (feat. Késia Soares)

### Faixas do DVD
1. Tu És Soberano
2. Grande é o Senhor
3. Palácios (feat. Carlinhos Félix)
4. Alfa e Ômega
5. Não Há Barreiras (feat. Álvaro Tito)
6. O Espírito do Senhor
7. Tua Unção (feat. Ministério Nova Jerusalém)
8. Oferta Agradável a Ti
9. Medley (Sou Feliz/Em Fervente Oração/Tocou-me)
10. Aos Pés da Cruz
11. Todos São Iguais (feat. João Alexandre)
12. Corpo e Família (feat. Késia Soares)
13. Making Of